# Samuel Ryan Curtis
Samuel Ryan Curtis (Champlain, 3 febbraio 1805 – Council Bluffs, 26 dicembre 1866) è stato un generale statunitense, uno dei primi repubblicani ad essere eletto nel Congresso.

## Biografia
Nato nei pressi di Champlain (nello stato di New York), nel 1831 si diploma all'Accademia Militare degli Stati Uniti. Durante la guerra messico-statunitense viene nominato colonnello e ricopre la carica di governatore di molte città occupate. Dopo la guerra si trasferisce in Iowa dove, nel 1856, diventa sindaco di Keokuk. Lo stesso anno viene eletto alla Camera dei rappresentanti tra le file del partito repubblicano.
Rieletto nel 1858 e nel 1860 fu un sostenitore dell'amministrazione del Presidente Abraham Lincoln. Nel maggio 1861 viene promosso brigadiere generale e durante la guerra civile americana gli viene conferito il comando dell'Esercito del Sudovest e combatterà in Missouri e Arkansas. Dopo la guerra torna in Iowa dove muore.